# نزعة جمالية (أدب)
النزعة الجمالية في الأدب هي نزعة مثالية، تهتم بالمقاييس الجمالية بغض النظر عن المعايير الأخلاقية، استنادا على قول (الفن للفن). وهي تبحث في الخلفيات الشكلية للمنتج الفني أو الأدبي، وتختزل كافة عناصر العمل في جماليته. بحسب هذه النزعة لا توجد جمالية مطلقة، بل لكل عصر جمالياته التي تساهم فيها الحضارات والأجيال، والإبداعات الأدبية والفنية. ويتحقق شرط الإبداعية وفق هذه النزعة ببلوغ الجمالية لإحساس المعاصرين.